# 1936 no teatro

## Nascimentos
| Data          | Nome                | Profissão          | Nacionalidade | Observações | Ref |
| ------------- | ------------------- | ------------------ | ------------- | ----------- | --- |
| 30 de maio    | Glória de Matos     | atriz              | Portugal      |             |     |
| 29 de junho   | Henrique Viana      | actor              | Portugal      |             |     |
| 25 de agosto  | Filipe Ferrer       | actor e dramaturgo | Portugal      | m. 2007     |     |
| 28 de outubro | Maria Esmeralda     | atriz              | Brasil        |             |     |
| 29 de outubro | Eugenio Barba       | diretor de teatro  | Itália        |             |     |
| ?             | Rogério de Carvalho | encenador          | Portugal      |             |     |

## Mortes
| Data           | Nome             | Profissão                      | Nacionalidade | Observações | Ref |
| -------------- | ---------------- | ------------------------------ | ------------- | ----------- | --- |
| 10 de dezembro | Luigi Pirandello | dramaturgo, poeta e romancista | Itália        | n. 1867     |     |